# 張厲生
張厲生（1901年6月17日—1971年4月20日
），字少武，原名維新，字興周，又名星舟，中華民國政治人物和外交官。

## 早年
張厲生是河北樂亭縣人。1914年，张厉生进入乐亭县立高小读书。1917年，因丧父在亲友资助下，到天津考入天津市南开中学，在读期间，唐山工业专门学校任国文教师的吳稚暉倡导青年学生留法勤工俭学。因受吴影响，张厉生未毕业便到北京朝阳学院法律专修科预备班学习欧洲史和法语。1920年11月，张在亲友资助下前往法国迪埃普学院学习法语，后在默伦学院学习投考大学课程。1922年秋，张考入巴黎大學政治系，专攻社会学，兼修社会经济、政治经济等课程。在读期间，张厉生与周恩来同时当选举中国国民党驻法总支部执行委员，双方在争取对旅欧学生领导权上常有争执。1925年，张毕业后回国。

## 經歷

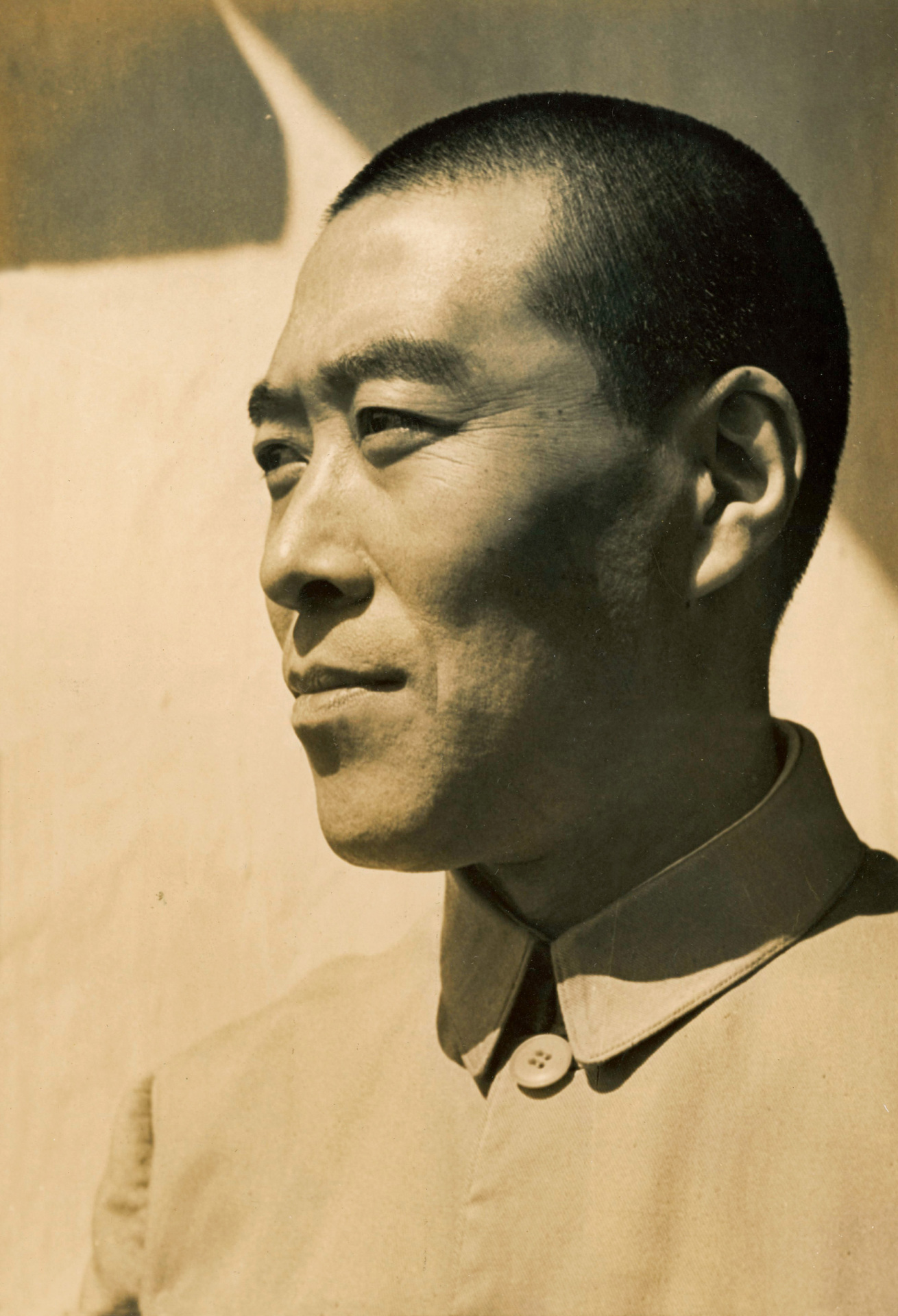
1940年代末的张厉生

任第十军政治部主任、杭州市政府秘书长。南京市党部监察委员。
1929年三月被指派参加国民党三全大会。被中央组织部副部长陈果夫任命为中组部秘书。
1932年被任命为“军事委员会委员长行营驻北平军事代表”，河北省政府委员、国民党华北党务特派员。1933年参与发起成立“青白团”为五大常务干事之一。1933年在华北青年学生中组建“诚社”。1936年任中央組織部部長，起草國民大會組織大綱。
抗戰爆发后，与CC派关系紧张，专任政府职务，先兼軍事委員會政治部祕書長，後任行政院祕書長兼国家总动员会议祕書長。1944年春，任国防最高委员会中央设计局台湾调查委员会主任委员，同年11月任內政部部長。
1946年3月張厲生任為國民大會代表選舉總事務所副主任。5月25日，政治和談會議在南京重開，政府代表王世杰、邵力子、張厲生、雷震同中共代表周恩來、董必武、陸定一就停止衝突、恢復交通、宣傳休戰諸問題進行商談:8059。
1947年4月23日張厲生改任行政院政務委員兼內政部部長:8340，同年6月13日，張厲生任國民大會代表及立法院立法委員選舉總事務所委員會委員並為主席:8370。張厲生的內政部部長任職到1948年6月任行政院副院長為止，為行憲後首任內政部部長。同年底回任行政院政務委員至隔年辭職。
1950年3月，張厲生再任行政院副院長:64，辅佐陈诚实行地方自治，实施“耕者有其田”的土地改革。1954年8月，中國國民黨七屆四中全會舉行會議，通過以張厲生為祕書長:78。1959年任駐日大使，遣返臺灣獨立運動推動者陳智雄。1963年曾因周鴻慶事件被中華民國召回台灣表示對日本的抗議。1966年，獲日本政府頒贈勳一等旭日大綬章。退休後任總統府國策顧問、中國國民黨中央評議委員。

## 逝世
1971年，張厲生逝世於台北。:315－325

## 榮譽

### 本國
- 二等卿云勋章（1963年6月6日[9]）

### 外國
- 勳一等旭日大綬章（1966年）